# Friedenthaler Grund
Friedenthaler Grund este o arie protejată (arie specială de conservare — SAC, sit de importanță comunitară — SCI) din Germania întinsă pe o suprafață de 167 ha, integral pe uscat.

## Localizare
Centrul sitului Friedenthaler Grund este situat la coordonatele 51°56′40″N 12°44′00″E / 51.9444°N 12.7333°E.

## Înființare
Situl Friedenthaler Grund a fost declarat sit de importanță comunitară în martie 2004 pentru a proteja 3 specii de animale. Situl a fost protejat și ca arie specială de conservare în decembrie 2018.

## Biodiversitate
Situată în ecoregiunea continentală, aria protejată conține 7 habitate naturale: Lacuri eutrofice naturale cu vegetație de tip Magnopotamion sau Hydrocharition, Fânețe de joasă altitudine (Alopecurus pratensis, Sanguisorba officinalis), Mlaștini turboase de tranziție și turbării mișcătoare, Păduri de fag Luzulo-Fagetum, Păduri de stejar sau de stejar și carpen sub-atlantice și medio-europene de Carpinion betuli, Păduri acidofile de stejar bătrân cu Quercus robur pe câmpii nisipoase, Păduri aluvionare cu Alnus glutinosa și Fraxinus excelsior (Alno-Padion, Alnion incanae, Salicion albae).
La baza desemnării sitului se află mai multe specii protejate:
- mamifere (2): castor (Castor fiber), vidră de râu (Lutra lutra)
- nevertebrate (1): libelule (Leucorrhinia pectoralis)

Pe lângă speciile protejate, pe teritoriul sitului au mai fost identificate 4 specii de amfibieni, 4 specii de mamifere, 2 specii de nevertebrate.